# High-Definition Multimedia Interface
HDMI acrònim que respon a "High-Definition Multi-media Interface" i es tradueix per interfase multimèdia d'alta definició. És una norma per a la interconnexió d'àudio i vídeo digital sense comprimir que va esdevenir el substitut en digital de l'analògic Euroconnector. HDMI permet l'ús del vídeo estàndard, millorat o d'alta definició, així com àudio digital multicanal en un sol cable. HDMI inclou també 8 canals d'àudio digital sense comprimir. Entre els creadors de l'HDMI s'inclouen els fabricants líders de l'electrónica de consum Hitachi, Matsushita Electric Industrial (Panasonic), Philips, Sony, Thomson (RCA), Toshiba i Silicon Image. l'HDMI està estretament relacionat amb l'HDCP, una norma de codificació del senyal per a la protecció de drets audiovisuals.

## Connectors

Connector HDMI de tipus A.

El connector estàndard d'HDMI tipus A té 19 pins. S'ha definit també una versió de major resolució -tipus B-, però el seu ús encara no s'ha generalitzat. El tipus B té 29 pins, permetent portar un canal de vídeo expandit per a pantalles d'alta resolució. Aquest últim va ser dissenyat per a resolucions més altes que les del format 1080p, és a dir, major grandària d'imatge.
L'HDMI tipus A és compatible cap enrere amb un enllaç simple DVI, usat pels monitors d'ordinador i targetes gràfiques modernes. Això vol dir que una font DVI pot connectar-se a un monitor HDMI, o viceversa, per mitjà d'un adaptador o cable adequat, però l'àudio i les característiques de control remot HDMI no estaran disponibles. A més, sense l'ús de HDCP, la qualitat de vídeo i la resolució podrien ser degradades artificialment per la font del senyal per evitar a l'usuari final veure o, majorment, copiar contingut protegit. L'HDMI tipus B és, de forma similar, compatible cap enrere amb un enllaç trial DVI.

### Detalls del connector
Connector exemple: Molex 500254-1907
||Assignació
de senyal||Pin||Assignació de senyal

| 1  | TMDS Data2+                                  | 2  | TMDS Data2 Shield |
| 3  | TMDS Data2?                                  | 4  | TMDS Data1+       |
| 5  | TMDS Data1 Shield                            | 6  | TMDS Data1?       |
| 7  | TMDS Data0+                                  | 8  | TMDS Data0 Shield |
| 9  | TMDS Data0?                                  | 10 | TMDS Clock+       |
| 11 | TMDS Clock Shield                            | 12 | TMDS Clock?       |
| 13 | CEC                                          | 14 | Reservat          |
| 15 | SCL                                          | 16 | SDA               |
| 17 | Terra DDC/CEC                                | 18 | +5V Power         |
| 19 | Detecció de connexió "en calenta" (Hot Plug) |    |                   |

## Especificacions tècniques

### CanalTMDS
- Porta àudio, vídeo i dades auxiliars.
- Mètode de senyalització: d'acord amb les especificacions DVI 1.0, enllaç simple (HDMI tipus A) o enllaç doble (HDMI tipus B).
- Freqüència de píxels de vídeo: de 25 MHz a 165 MHz (tipus A) o a 330 MHz (tipus B). Formats de vídeo per sota de 25 MHz (ex.: 13.5 MHz pel 480i/NTSC) són transmesos usant un esquema de repetició de píxels. Es poden transmetre fins a 24 bits per píxel, independentment de la freqüència.
- Codificació dels píxels: Senyal RGB 4:4:4, YCbCr 4:2:2, YCbCr 4:4:4.
- Freqüències de mostreig de l'àudio: 32 kHz, 44,1 kHz, 48 kHz, 88,2 kHz, 96 kHz, 176,4 kHz, 192 kHz.
- Canals d'àudio: fins a 8.

### Canal CEC (Consumer Electronics Control) (opcional)
- Usa el protocol estàndard AV Link
- Usat per a funcions de control remot.
- Bus sèrie De doble sentit en cable únic.
- Definit en l'especificació HDMI 1.0.

Noms alternatius per CEC són Anynet (Samsung); Aquos Link (Sharp); BRAVIA Theatre Sync (Sony); Kuro Link (Pioneer); CE-Link i Regza Link (Toshiba); RIHD (Remote Interactive over HDMI) (Onkyo); Simplink (LG); HDAVI Control, EZ-Sync, VEIÉS Link (Panasonic); EasyLink (Philips); i NetCommand for HDMI (Mitsubishi).

### Protecció anticòpia
La connexió HDMI està dissenyada perquè no es puguin realitzar còpies (permeses o no) del contingut d'àudio i vídeo transmès, d'acord amb les especificacions HDCP 1.10. Per a això, tot fabricant d'equips amb HDMI ha de sol·licitar al consorci un codi d'autorització, el qual, en cas que arribés a fabricar equips que permetessin la còpia, li seria retirat i inclòs en una "llista negra" perquè d'ara endavant els equips HDMI d'altres fabricants no els transmetin contingut d'àudio-vídeo.

### HDMI 1.0
Desembre de 2002. Cable únic de connexió digital àudio/vídeo amb taxa de transferència màxima de 4,9 Gbit/s. Suport fins a 165 Mpíxels/s en manera vídeo (1080p 60 Hz o UXGA) i 8-canals/192 kHz/24-bit àudio.

### HDMI 1.2
Agost de 2005. Afegit suport per One Bit Àudio, usat en Super Àudio CDs, fins a 8 canals. Disponibilitat HDMI Tipus A para connectors de PC. Altres característiques (vegeu article en anglès)..i.

### HDMI 1.3
22 de juny de 2006. Incrementat l'amplada de banda a 340 MHz (10.2 Gbit/s). Afegit suport per Dolby TrueHD i DTS-HD. TrueHD i DTS-HD són formats d'àudio de baixes pèrdues usats en HD-DVD i Blu-ray Disc. Disponibilitat d'un nou format de miniconnector per a càmeres de vídeo.
I algunes altres característiques (vegeu article en anglès). Les versions superiors de la norma HDMI són completament compatibles amb les anteriors, encara que de moment no es pot actualitzar a versions superiors de la norma HDMI, perquè les actualitzacions actuals requereixen tant modificacions maquinari com de firmware. De moment no gaire equips requereixen HDMI 1.3 per funcionar perfectament, encara que ja existeixen alguns tals com la Playstation 3 (la primera a acollir-se a l'HDMI 1.3), la Xbox 360 o els nous reproductors multimèdia tals com el Western Digital TV HD Live (però no els seus germans petits Western Digital TV (HDMI 1.2) i Western Digital TV Mini (sense HDMI)).

### HDMI 1.4
És un cable pel qual és possible enviar no només vídeo i àudio d'alta definició, sinó també dades i vídeo en 3D. HDMI 1.4. dona també el tret de sortida a una millora de la resolució que avui anomenem FullHD. Aquesta nova especificació és capaç d'enviar vídeo amb resolucions de fins a 4096 × 2160 a 24 fps o de 3840 × 2160 a 30 fps i és coneguda amb XHD
També presenta la nova especificació millores en el suport estès de colors, amb el que el nou HDMI podrà portar-nos a un televisor colors més reals sobretot quan connectem una càmera de vídeo.
L'àudio també es millora. Hi ha ara un canal de tornada d'àudio que farà necessaris menys cables per tenir un sistema de so envoltant connectat al televisor.
Una curiositat que ens porta HDMI 1.4 és l'avanç per poder veure vídeo d'alta definició en moviment. La nova especificació es preocupa a mantenir la qualitat malgrat vibracions o soroll. Es pensa directament en alta definició en cotxes i transport públic.
Una de les novetats més interessants que introdueix l'especificació HDMI 1.4 és la possibilitat d'enviar i rebre dades a través d'una connexió Ethernet incorporada en el mateix cable amb velocitats de fins a 100 Mbps.
Aquest progrés és de vital importància en l'actualitat, perquè tant televisors com a equips reproductors estan assumint la connectivitat a Internet com quelcom lògic i van incorporant ports Ethernet o fins i tot connectivitat WiFi. En un equip amb HDMI 1.4 no necessitaríem aquesta connexió Ethernet extra, perquè amb el mateix cable estaríem portant al televisor el vídeo, el so i la connexió a Internet en qualsevol lloc.
Aquesta versió introdueix la nova funcionalitat ARC (acrònim anglès de Audio return channel), la qual cosa permet de tenir una canal de retorn d'àudio i d'aquesta manera simplificar el cablejat del sistema.

### HDMI 2.0
La versió HDMI 2.0 va ser presentada el 4 de setembre del 2013. La versió 2.0 incrementa l'amplada de banda a 18.0 Gbit/s, la qual cosa permet transmetre vídeo 4K a 60Hz amb una profunditat de color de 24 bits per pixel. D'altres prestacions són ː 32 canals de so, mostreig d'àudio fins a 1536 KHz, doble streaming simultània de vídeo a la mateixa pantalla i suport del format 21ː9.

### HDMI 2.1
La versió HDMI 2.1 va ser presentada el 4 de gener del 2017. La versió 2.1 incrementa l'amplada de banda a 48 Gbit/s, la qual cosa permet transmetre vídeo fins a una resolució 10K.
La versió HDMI 2.1a va ser presentada el gener del 2022. La versió 2.1a permet subministrar corrent elèctric a través del cable i millores a la funcionalitat HDR.

## Longitud del cable
L'especificació HDMI no defineix una longitud màxima del cable. Igual que amb tots els cables, l'atenuació del senyal es fa massa alta a partir d'una determinada longitud. En lloc d'això, HDMI especifica un mínim nivell de potència. Diferents materials i qualitats de construcció permetran cables de diferents longituds. A més, el major rendiment dels requisits ha de complir-se per suportar els formats de vídeo de major resolució i/o el marc de les taxes dels formats de l'estàndard HDTV.
L'atenuació del senyal i la interferència causada per la interferència dels cables poden ser compensades mitjançant la utilització d'un Equalitzador Adaptatiu.
HDMI 1.3 defineix dues categories dels cables: Categoria 1 (Estàndard o de la HDTV) i la categoria 2 (d'alta velocitat o superior que la HDTV) per reduir la confusió sobre quins són els cables que donen suport a quins formats de vídeo. Usant 28 AWG, un cable d'uns 5 metres (16 peus) es pot fabricar de manera fàcil i poc costosa per a les especificacions de la categoria 1. Una major qualitat de la construcció (24 AWG, de construcció més estricta quant a toleràncies, etc.) pot aconseguir longituds de 12 a 15 metres (39 a 49 peus). A més, activa els cables (fibra òptica o de doble cable Cat-5 en comptes de l'estàndard de coure) que es poden utilitzar per ampliar HDMI a 100 metres o més. Algunes companyies també ofereixen amplificadors, equalitzadors i repetidors que poden encadenar diversos estàndard de cable HDMI, no activar.

## HDMI d'alta definició i els reproductors òptics multimèdia
Ambdós es van introduir en el 2006, Blu-ray Disc i HD DVD ofereixen noves característiques d'alta fidelitat d'àudio que HDMI necessita per obtenir els millors resultats. Dolby Digital Plus (DD +), Dolby TrueHD i DTS-HD Master Àudio usen taxes de bit superiors que sobrepassen la capacitat de TOSLINK. HDMI 1.3 pot transportar els fluxos de bit DD +, TrueHD i DTS-HD en format comprimit. Aquesta capacitat permetria un preprocesado o una recepció d'àudio/vídeo amb el necessari decodificador per desxifrar les dades, però tenint limitada la utilitat per a HD DVD i Blu-ray.
HD DVD i Blu-ray permeten el "àudio interactiu", on el contingut del disc li diu al reproductor la combinació de múltiples fonts d'àudio juntes, abans de la sortida. En conseqüència, la majoria dels reproductors s'encarregaran de la descodificació d'àudio intern, i simplement de la sortida d'àudio LPCM. El Multicanal LPCM pot ser transportat a través d'una connexió HDMI 1.1 (o superior). Mentre el receptor d'àudio/vídeo (o preprocesador) suporta múltiples canals d'àudio LPCM sobre HDMI, i suporta HDCP, la reproducció d'àudio és igual en la resolució HDMI 1.3. No obstant això, molts dels més barats receptors AV no donen suport d'àudio HDMI i amb freqüència són etiquetats com a dispositius "HDMI passthrough".
També es pot utilitzar en consoles com la Playstation 3 i la Xbox 360.
S'ha de tenir en compte que no totes les característiques d'una versió HDMI poden aplicar-se en productes adherits a aquesta versió, ja que certes característiques d'HDMI, com Deep Color i suport xvYCC, són opcionals.
| revisió HDMI                                                          | 1.0          | 1.1          | 1.2/1.2a     | 1.3/1.3a/1.3b      |
| --------------------------------------------------------------------- | ------------ | ------------ | ------------ | ------------------ |
| Màxim Amplada de banda de senyal (MHz)                                | 165          | 165          | 165          | 340                |
| Màxim Amplada de banda TMDS (Gbit/s)                                  | 4.95         | 4.95         | 4.95         | 10.2               |
| Màxim Amplada de banda de vídeo (Gbit/s)                              | 3.96         | 3.96         | 3.96         | 8.16               |
| Màxim Amplada de banda d'àudio (Mbit/s)                               | 36.86        | 36.86        | 36.86        | 36.86              |
| Resolucions possibles sobre un senyal simple HDMI a 24 bits per píxel | 1920x1080p60 | 1920x1080p60 | 1920x1080p60 | 2560x1440p60       |
| RGB                                                                   | Sí           | Sí           | Sí           | Sí                 |
| YPbPr                                                                 | Sí           | Sí           | Sí           | Sí                 |
| xvYCC                                                                 | No           | No           | No           | Sí                 |
| Deep Color                                                            | No           | No           | No           | Sí                 |
| Màxima Profunditat de Color (bits per píxel)                          | 24           | 24           | 24           | 48*                |
| Consumer Electronic Control (CEC)**                                   | Sí           | Sí           | Sí           | Sí                 |
| Llista de modificacions dels comandos CEC***                          | No           | No           | No           | Sí (Solament 1.3a) |
| Acte sincronització labial                                            | No           | No           | No           | Sí                 |
| 8 canals/192 kHz/capacitat de 24-bit d'àudio                          | Sí           | Sí           | Sí           | Sí                 |
| Suporti para DVD-A                                                    | No           | Sí           | Sí           | Sí                 |
| Suporti para SACD (DSD)****                                           | No           | No           | Sí           | Sí                 |
| Flux de bits de TrueHD                                                | No           | No           | No           | Sí                 |
| Flux de bits de Master Àudio DTS-HD                                   | No           | No           | No           | Sí                 |
| Resolució total de Blu-ray/HD DVD de vídeo i d'àudio*****             | Sí           | Sí           | Sí           | Sí                 |

* = 36 bits de profunditat és obligatori per als dispositius Deep Color compatibles amb CE amb 48 bits és optatiu.
** = CEC ha estat en l'especificació HDMI des de la versió 1,0, però només ha començat a ser utilitzat en els productes "CE" amb HDMI versió 1,3.
*** = Gran nombre d'addicions i aclariments dels comandos de CEC. Un comando CEC afegit és el que permet el control de volum d'un receptor Av.
**** = Reproducció de SACD és possible per a velles revisions si el senyal de font (com l'Oppo 970) es converteix a LPCM. Per a aquells receptors que només tenen convertidors PCM DAC i no DSD, això significa que no es produeix pèrdua de resolució addicional.
***** = Fins i tot en el cas dels formats d'àudio de flux de bits que venen amb una determinada revisió HDMI no poden transportar-se, això és possible desxifrant el flux de bit en el reproductor i transmetent l'àudio com LPCM.

## Crítica
La principal crítica al connector HDMI és que ha estat dissenyat perquè els equips que ho utilitzin impedeixin a l'usuari realitzar còpia del contingut d'àudio-vídeo transmès, mitjançant el xifrat d'aquestes dades.
Una altra de les crítiques d'HDMI és que els connectors no són tan sòlids com els connectors previs de pantalla. Actualment la majoria dels dispositius amb capacitat HDMI estan utilitzant connectors de muntatge en superfície i no a través de forats o reforçant connectors, la qual cosa els fa més susceptibles als danys de les forces exteriors. Ensopegar amb un cable connectat a un port HDMI pot fàcilment causar dany a aquest port.
A més, HDMI és criticat, especialment pels sistemes d'instal·ladors, per la seva falta de qualsevol mecanisme de bloqueig o garantia incorporada en els seus connectors (com els incorporats a DVI i connectors BNC). Com aquests, els connectors HDMI són fàcilment desconnectats distretament i, la qual cosa és pitjor, l'endoll i el connector són més propensos als danys físics o elèctrics. Amb la participació de tercers en HDMI es pot disposar dels mecanismes de bloqueig, però aquests són escassos i cars.

### Problemes de subtítols ocults
Encara que a una pantalla HDMI se li permet definir una "manera nativa" per al vídeo, que podria ampliar la línia activa fins a abastar la línia 21, la majoria dels decodificadors MPEG no poden treballar amb formats de vídeo digital que inclouen línies addicionals i envien només el blanquejat vertical. Fins i tot si fos possible, els caràcters dels subtítols ocults haurien de ser codificats d'alguna manera als valors de píxels de la línia 21. En aquest cas seria necessari tenir un receptor lògic en la pantalla per desxifrar els codis de construcció i les llegendes.
És possible, encara que no estigui estandarditzat, que una certa part del contingut en format de text es pugui transmetre de la font a la destinació utilitzant comandos CEC o paquets InfoFrame. No obstant això, atès que no existeix un format normalitzat per a aquest tipus de dades, és probable que això només funcioni entre fonts i destinacions d'un mateix fabricador. Aquesta excepció és contrària a la missió de normalització d'HDMI, que se centra en part en la interoperabilitat.
Per descomptat, és possible que en una futura ampliació de l'especificació HDMI es puguin transportar els subtítols ocults.